# Медаль «Учаснику військової операції в Сирії»
 Медаль «Учаснику військової операції в Сирії»  (рос. Медаль «Участнику военной операции в Сирии») — нагорода Міноборони РФ. Створена наказом Сергія Шойгу 30 листопада 2015 року № 732. Медаллю нагороджуються військовослужбовці та цивільний персонал ЗС РФ, що беруть участь або допомагають військам Сирії чи РФ у боротьбі за владу президента Сирії Башара аль-Асада в Громадянській війні.

## Опис
Виготовляється з металу золотистого кольору у формі кола діаметром 32 мм з опуклим бортиком з обох сторін.
На лицьовій стороні медалі: рельєфне одноколірне зображення військової техніки: зверху — трьох винищувачів, знизу — ракетного корабля на контурі кордонів Сирії.
На зворотному боці медалі у центрі зверху — рельєфне одноколірне зображення емблеми Міністерства оборони РФ, увінчане короною двоголовий орел з розпростертими крилами. У правій лапі орла — меч, в лівій — дубовий вінок. На грудях орла — трикутний, витягнутий донизу щит зі штоком, висхідним до корони.
У полі щита — вершник, що вражає списом дракона), під ним — рельєфний напис у чотири рядки «учаснику військової операції в Сирії», по колу — рельєфний напис: у верхній частині — «міністерство оборони», у нижній частині — «Російської федерації».
Медаль за допомогою вушка і кільця з'єднується з п'ятикутною колодкою, обтягнутою шовковою муаровою стрічкою шириною 24 мм З правого краю стрічки помаранчева смуга шириною 10 мм, облямована праворуч чорною смугою шириною 2 мм, ліворуч — рівновеликі, червона, біла і чорна смуги.
У березні 2016-го Міноборони РФ замовило виготовлення 10,300 таких медалей.

## Історія
Президент Сирії Башар Асад скористався формальним договором «Про дружбу і співробітництво між СРСР та Сирією» від 8 жовтня 1980-го і 30 вересня 2015 року звернувся до РФ щодо надання військової допомоги. Рада федерації РФ погодилась «допомогти», мова йшла лише про застосування повітряно-космічних сил РФ для допомоги сухопутним військам Сирії з повітря, без проведення наземної операції.
30 вересня 2015 року авіагрупа РФ, що складається з бомбардувальників і штурмовиків під прикриттям винищувачів і вертольотів, почала здійснювати удари по цивільним цілям і сирійським повстанцям. В операції було задіяно літаки дальньої авіації та спецназ, обстріли деяких цілей крилатими ракетами проводились з кораблів Каспійської флотилії та Чорноморського флоту поблизу тимчасово окупованого Росією Криму.

### Нагородження
15 березня 2016 року на аеродромі Хмеймим заступник міністра оборони РФ Микола Панков і начальник штабу сирійської армії Алі Абдуллах Аюб нагородили військових сирійськими та російськими нагородами.
16 березня 2016 року ланка штурмовиків Су-25 повернулися з Сирії на авіабазу в Приморсько-Ахтарську. Насправді повернулись далеко не всі літаки, що брали участь у війні проти опозиції. За даними Пентагону, повернулось 8-10 літаків, останні залишились на базі у Сирії. Згідно з даними Reuters, з 36 російських літаків тільки 15 повернулось до РФ.
17 березня 2016 року на авіабазу Шагол під Челябінськом прибули з Сирії три бомбардувальники Су-24.

### Нагородження цивільних осіб
З початку 2016 року масово нагороджуються і цивільні особи (артисти, спортсмени, політики), що приїжджали на авіабазу Хмеймім для проведення заходів для військових.